# Margarethe Bence
Margarethe Bence (13. August 1930 in Kingston, New York – 1. April 1992 in München) war eine US-amerikanische Opern- und Konzertsängerin der Stimmlagen Mezzosopran und Alt, die überwiegend in Deutschland und Österreich tätig war.

## Leben und Werk
Bence entstammt einer deutsch-amerikanischen Familie und begann ihr Gesangsstudium in den Vereinigten Staaten. Von 1950 bis 1953 war sie als Chorsängerin mit dem Robert Shaw Chorale auf Konzerttourneen, danach ging sie nach Stuttgart um ihre Ausbildung fortzusetzen. Zu ihren Gesanglehrern dort zählten Res Fischer und Ellinor Junker-Giesen.
Zuerst trat sie als Konzertaltistin vors Publikum, insbesondere als Oratoriensängerin, wandte sich aber später auch der Opernbühnen zu. Im Jahr 1956 wurde sie Ensemblemitglied der Württembergischen Staatsoper in Stuttgart und blieb dort 14 Jahre lang. Bence erarbeitete sich in Stuttgart ein breites Repertoire, welches vom Barock bis in Gegenwart reichte und sowohl komische, als auch tragische Rollen umfasste. Während ihres langjährigen Engagements begann auch eine rege Gastspieltätigkeit, zuerst 1959 im Rahmen eines Gesamtgastpiel der Württembergischen Staatsoper an der  Wiener Staatsoper mit Parsifal. In Wien übernahm sie aber gleich Zusatzverpflichtungen in Händels Jephtha, wo sie gemeinsam mit dem berühmten Tenor Fritz Wunderlich auftrat, und in Janáčeks Jenůfa. 1961 gastierte sie an der Opéra de Monaco in einer ihrer Paraderollen, als Intrigantin Annina im Rosenkavalier.
In den Jahren 1962 bis 1966 folgten Einladungen zu den Bayreuther, den Schwetzinger und den Salzburger Festspielen sowie an die Bayerische Staatsoper in München. In Bayreuth debütierte die Sängerin 1962 als Rossweisse und als Waltraute im Ring des Nibelungen, sang im Folgejahr zusätzlich die beiden Erda-Auftritte in Rheingold und Siegfried und übernahm eine kleinere Rolle im Parsifal. In München debütierte sie 1963 als Babekan in der Uraufführung der Verlobung in San Domingo von Werner Egk. 1965 kehrte sie noch einmal als Rossweisse nach Bayreuth zurück, im Jahre 1966 wirkte sie in Schwetzingen in der Uraufführung der Oper Der Tod des Empedokles von Hermann Reutter mit und debütierte in Salzburg als Marcellina in Mozarts Le nozze di Figaro. Die Salzburger Neuinszenierung von Günther Rennert, dirigiert von Karl Böhm, war exquisit besetzt: Das Grafenpaar wurde von Claire Watson und Ingvar Wixell verkörpert, Susanna und Figaro von Reri Grist und Walter Berry, der Cherubino von Edith Mathis. Diese Produktion war bei Presse und Publikum höchst beliebt und blieb bis 1971 auf dem Spielplan der Festspiele, in wechselnden Besetzungen, jedoch stets mit Bence als Marcellina.
Im Jahre 1970 wechselte Margarethe Bence als Ensemblemitglied an die Bayerische Staatsoper in München, blieb aber dem Stuttgarter Haus weiterhin als Gast verbunden. In München sang sie in mehreren Opern von Richard Wagner und Richard Strauss, reüssierte aber auch im komischen Fach, beispielsweise als Ludmilla und Annina. Letztere Rolle sang sie in der legendären Einstudierung des Rosenkavaliers mit dem Dirigenten Carlos Kleiber, die auch auf Tonträgern erhalten ist. Parallel dazu setzte sie ihre Gastspieltätigkeit fort, in Berlin, Bukarest, Paris und Rom, in Rio de Janeiro und San Francisco.
1976 folgte ein elf Jahre währendes Engagement an der Wiener Staatsoper, während dessen sie unzählige Mägde, Haushälterinnen und Dienerinnen verkörperte. Ihr Rollenverzeichnis am Haus am Ring beinhaltet insgesamt 266 Auftritte in 27 Rollen. In diesen Jahren sang sie auch an der Wiener Volksoper. Ihre größten Erfolge an der Staatsoper erlangte sie mit der Rolle der Marcellina in zwei verschiedenen Opern: 54-mal in Rossinis Barbier von Sevilla und 29-mal in Mozarts Hochzeit des Figaro.
Während die Sängerin auf der Opernbühne in einer Vielzahl von Werken des 20. Jahrhunderts auftrat, in Opern von Berg, Janáček, Krenek, Puccini und Richard Strauss, sowie aus den Nachkriegsjahren Cerha, Egk, von Einem, Fortner und Henze, sang sie im Konzertsaal überwiegend Werke des 18. Jahrhunderts. Laut Karl-Josef Kutsch und Leo Riemens galt sie als „Bach-Interpretin von hohem Rang“ und hatte große Erfolge im Konzertsaal. Eine Reihe von Tondokumenten belegen ihre Gesangsleistungen in Kantaten, Oratorien, Messen und Requien von  Bach, Händel, Mozart, Mendelssohn Bartholdy, Pergolesi und  Vivaldi.
Ab den 1970er Jahren wirkte Margarethe Bence als Gesanglehrerin in Wien und an der Musikhochschule Stuttgart. Zu ihren bekannten Schülerinnen zählen die Mezzosopranistin Martina Claussen sowie die Sopranistinnen Malin Hartelius und Anna Korondi.

## Rollen (Auswahl)

### Uraufführungen
- 1963: Die Verlobung in San Domingo von Werner Egk (nach Heinrich von Kleist) – Bayerische Staatsoper, München
- 1966: Der Tod des Empedokles von Hermann Reutter (nach Friedrich Hölderlin) – Schwetzinger Festspiele
- 1981: Baal  von Friedrich Cerha (nach Bertolt Brecht) – Salzburger Festspiele (Hausfrau und Ältere Dame)

### Repertoire
| Berg: - Garderobiere und Mutter in Lulu von Einem: - Zweite Frau in Der Besuch der alten Dame - Frau Miller in Kabale und Liebe Fortner: - Magd in Bluthochzeit Händel: - Storge in Jephtha Henze: - Baronin Grünwiesel in Der junge Lord Janáček: - Magd, Tante, Schäferin und Frau des Dorfrichters in Jenůfa Krenek: - Juana in Karl V. Mascagni: - Lucia in Cavalleria rusticana Massenet: - Dienerin in Manon Mozart: - Marcellina in Le nozze di Figaro - Dritte Dame in Die Zauberflöte | Mussorgski: - Xenias Amme in Boris Godunow Puccini: - Äbtissin in Suor Angelica Rossini: - Marcellina in Il barbiere di Siviglia Smetana: - Ludmilla und Hata in Die verkaufte Braut Richard Strauss: - Schleppträgerin und eine der Mägde in Elektra - Annina in Der Rosenkavalier - Dryade in Ariadne auf Naxos - Adelaide und Kartenaufschlägerin in Arabella - Haushälterin in Die schweigsame Frau Verdi: - Mrs. Quickly in Falstaff Wagner: - Mary in Der fliegende Holländer - Erda in Das Rheingold - Rossweisse und Schwertleite in Die Walküre - Erda in Siegfried - Waltraute in Götterdämmerung - Stimme von oben, Blumenmädchen und 2. Knappe in Parsifal |

## Aufnahmen (Auswahl)

### Opern
- Berg: Lulu, Wiener Sofiensäle 1976, Dirigent: Christoph von Dohnányi – Garderobiere
- Mozart: Le nozze di Figaro, Salzburger Festspiele 1966, Dirigent: Karl Böhm – Marcellina
- Smetana: Prodaná nevesta, Verfilmung 1976, Dirigent: Jaroslaw Krombholc  – Ludmilla
- Richard Strauss: Der Rosenkavalier, Bayerische Staatsoper München 1973, Dirigent: Carlos Kleiber – Annina
- Wagner: Parsifal, Bayreuther Festspiele 1963, Dirigent: Hans Knappertsbusch – 2. Knappe

### Chor-Orchesterwerke
- Bach: H-Moll-Messe BWV 232, 35. Deutsches Bachfest 1958, Dirigent: Hans Grischkat
- Bach: Eine feste Burg BWV 80, Württembergisches Kammerorchester 1967, Dirigent: Helmuth Rilling
- Bach: Schleicht, spielende Wellen BWV 206, Bach-Collegium Stuttgart [1968], Dirigent: Helmuth Rilling
- Bach: Der zufriedengestellte Aeolus BWV 205, Bach-Collegium Stuttgart [1972], Dirigent: Helmuth Rilling
- Händel: Messiah, mit Fritz Wunderlich und Otto von Rohr, 1959, Dirigent: Heinz Mende
- Mozart: Requiem, Stuttgarter Philharmoniker [1964], Dirigent: Roland Bader
- Mendelssohn Bartholdy: Elias, Stuttgarter Philharmoniker 1963, Dirigent: Roland Bader
- Pergolesi: Stabat mater, Stuttgart 1957, Dirigent: Frieder Bernius
- Reger: An die Hoffnung für Alt und Orchester, op. 124, Dirigent: Hermann Scherchen
- Vivaldi: Gloria in D-Dur, Stuttgart [1957], Dirigent: Marcel Couraud

Quellen: rateyourmusic.com, worldcat.org, naxos.com, imdb.com, tamino-klassikforum.at